# Rozoy-Bellevalle
Rozoy-Bellevalle ist eine französische Gemeinde mit 120 Einwohnern (Stand: 1. Januar 2022) im Département Aisne in der Region Hauts-de-France (frühere Region: Picardie). Sie gehört zum Arrondissement Château-Thierry und zum Kanton Essômes-sur-Marne.

## Geographie
Die rund 14 Kilometer südsüdöstlich von Château-Thierry und acht Kilometer nordwestlich von Montmirail auf einer Hochfläche gelegene Gemeinde mit ihren Ortsteilen Le Petit Bellevalle, Le Grand Bellevalle, Les Maisons Maquet, Le Fort de la Ville, Les Savards, Vinaudreux und Chef de la Ville lag in der früheren Brie Champenoise.

## Geschichte
Von der französischen Revolution bis 1860 hieß die Gemeinde Rozoy-Gatebled.

### Bevölkerungsentwicklung
| Jahr                       | 1962 | 1968 | 1975 | 1982 | 1990 | 1999 | 2006 | 2014 | 2022 |
| Einwohner                  | 91   | 77   | 53   | 76   | 94   | 100  | 112  | 117  | 120  |
| Quellen: Cassini und INSEE |      |      |      |      |      |      |      |      |      |

## Sehenswürdigkeiten
- Kirche Saint-Thibauld aus dem 12. Jahrhundert
- Schloss aus dem 17. Jahrhundert (in Privatbesitz)

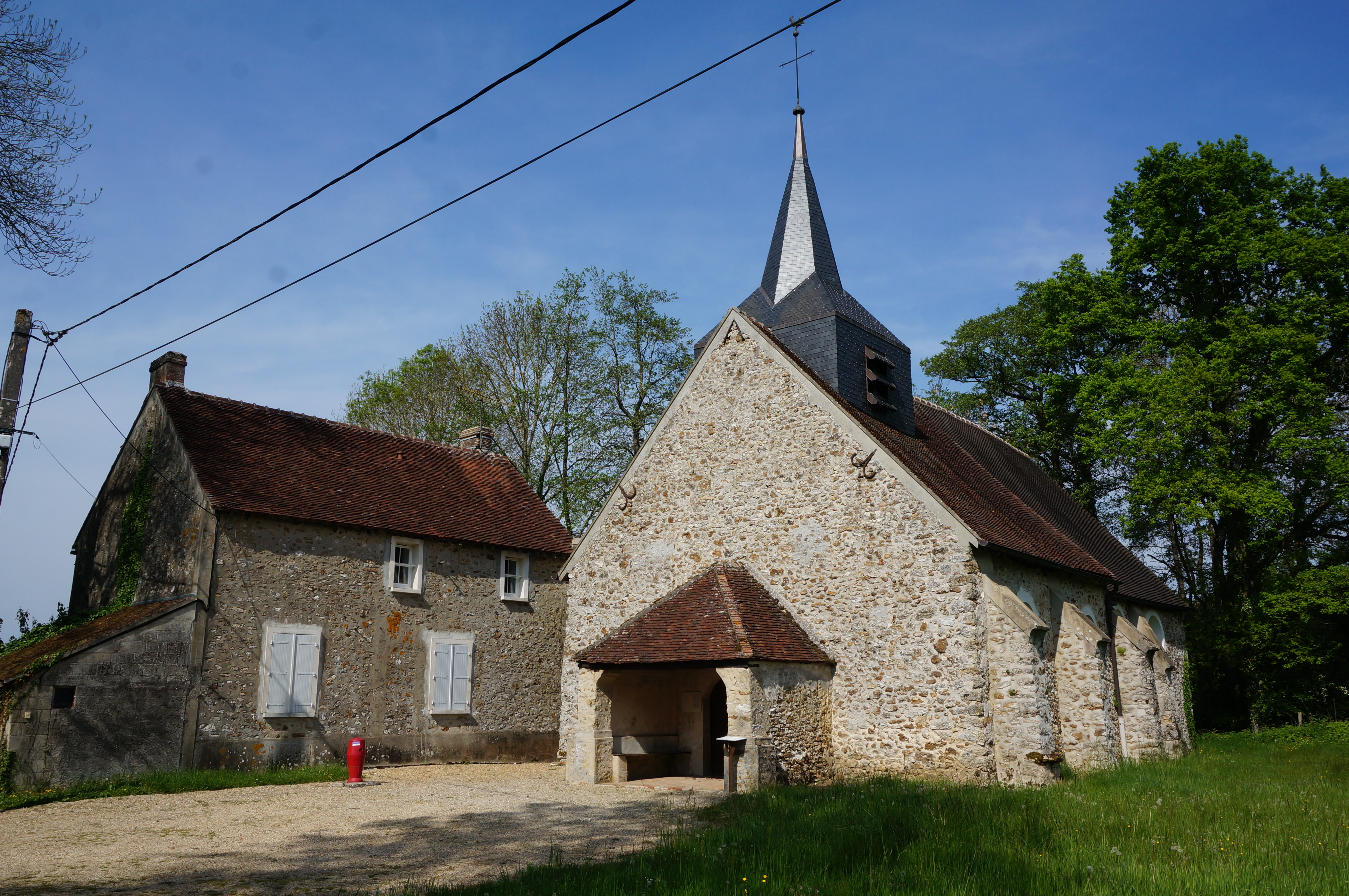
Kirche Saint-Thibauld
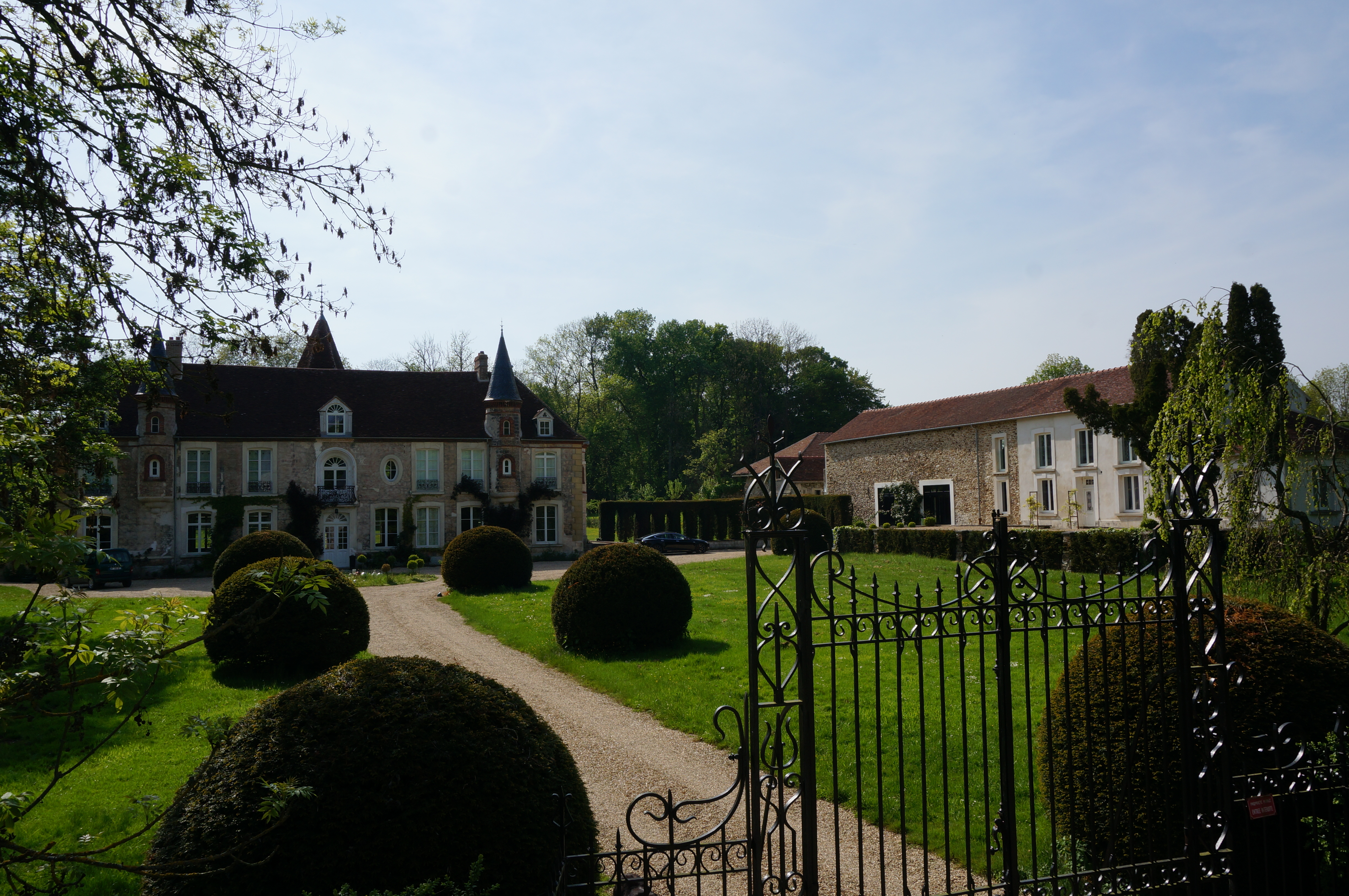
Schloss

## Persönlichkeiten
- Henry de La Vaulx (1870–1930), Flugpionier und Schriftsteller, Schlossherr in Rozoy